# Marzobã
Marzobã (em persa: مرزبان; romaniz.: Marzbān; derivado de marz, "fronteira", e o sufixo ban, "guardião") foi uma classe de marqueses ou comandantes militares incumbidos do comando nas províncias fronteiriças do Império Sassânida entre os séculos III-VII.

## Etimologia

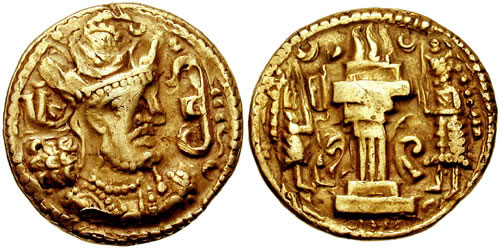
Dinar de ouro de r.

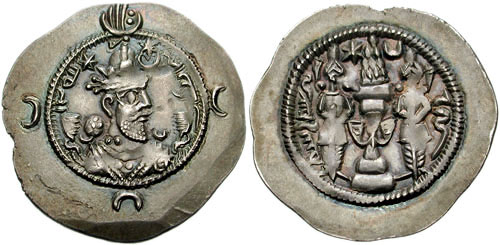
Dracma de r.

A palavra persa marz é derivada do avéstico marəza e mrz (fronteira) e ban é cognata do avéstico e persa antigo pat (protetor). A forma marzobã, que sugere uma origem iraniana norte, foi emprestada ao armênio, juntamente com as grafias marz e marzpanut'in (marzopanato), e para o siríaco como marzbana, quando no século IV e V passou a indicar os governadores militares fronteiriços do Império Sassânida.
Pelo século VI, as grafias marzebã (marzban), marzevã (marzvan) e marzabã (marzaban) foram arabizadas como marzubã (plural: maraziba, marazibe). No árabe também se formou o verbo marzaba (nomear alguém como marzubã), o substantivo marzaba (marzubanato) e adjetivo marzubani. Além disso, as formas siríacas tardias marzubana e marzuana (marzuwana) e a forma armênia tardia marzavã provavelmente vieram da forma árabe ou da forma persa marzobã.

## História
O marzobã de Assuristão é atestado do reinado de Sapor II (r. 309–379) até o começo do século VI e diz-se que ainda sob Sapor II, foram estabelecidos marzobãs em Perisapora e na terra irrigada pelo Eufrates. Pelos séculos V-VI, Nísibis esteve sob o controle de um marzobã que comandou ao menos sete mil homens em 504, bem como Amida, como atestado nos registros do cerco bizantino de 504-505. Outrossim, foram nomeados aos Estados do Cáucaso sob autoridade sassânida, como a Armênia. Ali, o marzobã, que podia vir de famílias aristocráticas locais, tinha autoridade sobre taxação, justiça, religião e comércio, sendo incumbido por organizar os arquivos armênios na capital provincial de Dúbio.

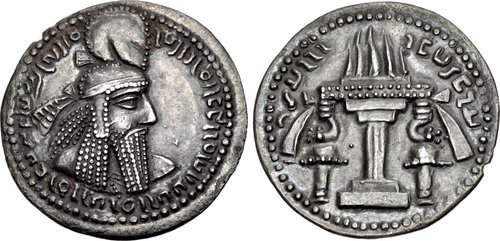
Dracma de

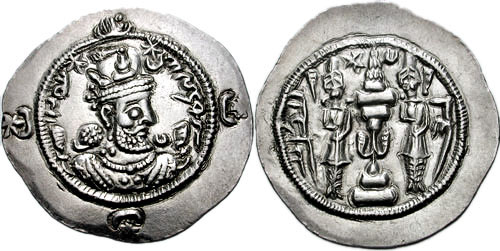
Dracma de r.

Após a reorganização do território persa sob Cosroes I (r. 531–579), o marzobã tornou-se alto oficial administrativo e militar no novo sistema. Segundo o historiador Iacubi, na hierarquia dos oficiais sassânidas, o marzobã esteve abaixo do aspabedes e patecospã e acima do governador distrital xarije; segundo Almaçudi, numa descrição anacrônica do reinado de Artaxer I (r. 226–241), o marzobã foi um representante do aspabedes. Durante o reinado de Hormisda IV (r. 579–590) e Cosroes II (r. 591–628), os oficiais militares dos distritos imperiais foram chamados marzobãs. Segundo Almaçudi um marzobã foi senhor de um quarto do império, um general, um vazir (wazir) ou o governador de um distrito administrativo e, segundo as fontes, estes oficiais não podiam auxiliar uns aos outros sem autorização do xá.
As fontes sugerem que durante o período sassânida tardio havia uma categoria de grandes marzobãs que habitava a capital imperial (Ctesifonte) e era empregada com embaixadores ou generais. Segundo o relato de Abu Maomé Alabdi, Cosroes II estava rodeado por maraziba e quando os muçulmanos começaram sua expansão eles confiscaram as terras dos maraziba de Ciçorá e aquelas da família real. Pelo século VII, embora o termo marzobã tenha se tornado mais frequente, marzobã continuou a ser empregado para os governadores da Babilônia (Babil), Alaça, Hira, Balade e Mesopotâmia Superior (Aljazira).
Nos registros da conquista muçulmana do Império Sassânida, menciona-se que os maraziba estiveram envolvidos na organização da defesa do império e/ou na conclusão de tratados com os árabes em Ambar, Almadar, Daste i Maiçã, Sus, Ispaã, Rei, Ardabil, Pérsis, Carmânia, Zaranje (Sajistão), Nixapur, Tus, Sarachs e Marve. Isso, para Clifford Edmund Bosworth, é um indicativo da natureza militar deles e/ou porque alguns deles, como o persa Alurmuzã, eram grandes nobres e não precisavam serem sempre nomeados ao posto. Ao que parece as fontes árabes usam genericamente o termo marzobã para indicar o xarije (shahrij) de Pérsis, o padegosbã (pahdghosban) de Ispaã, o aspabedes de Sajistão e o canaranges de Coração. Além disso, os árabes empregada o termo marzobã para citar o governante heftalita de Badghis, Herate e Puxanje.

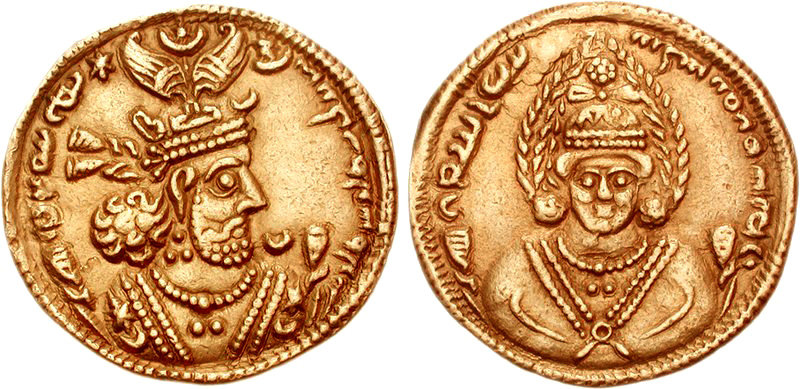
Dinar de ouro de r.

Sob domínio muçulmano o título de marzobã continuou a existir em Marve e Pequena Marve, onde são registrados titulares iranianos. O termo passou a ser empregado como um nome próprio e as variantes Marzubana, utilizado por mulheres, e Almarzubani, um nisba para alguém que descenda de alguém chamado Marzubã, surgiram. Além disso, começou a ser empregado metaforicamente na poesia para denotar um governante ou mestre ou um líder dos majus.